# وزن القشة (فنون القتال المختلطة)
وزن القشة (بالإنجليزية: Strawweight)‏ في فنون القتال المختلطة هي فئة وزن مخصصة للمتسابقين الذين تتراوح أوزانهم بين 106 و115 رطلاً (48 إلى 52 كجم). تقع الفئة بين فئتي الوزن الخفيف و‌وزن الذرات.